# Gazélec Ajaccio
Gazélec Football Club Ajaccio este un club de fotbal din Ajaccio, Franța, care evoluează în Ligue 1.

## Jucători

### Lotul actual
As of 20 September 2016.
| Nr. |                           | Poziție | Jucător                           |
| --- | ------------------------- | ------- | --------------------------------- |
| 1   | Franța                    | P       | Clément Maury                     |
| 4   | Franța                    | F       | Cédric Hountondji                 |
| 5   | Franța                    | F       | Jérémie Bréchet                   |
| 6   | Franța                    | M       | David Ducourtioux                 |
| 7   | Franța                    | M       | Olivier Kemen (on loan from Lyon) |
| 8   | Franța                    | M       | Jérôme Lemoigne                   |
| 9   | Franța                    | A       | Yoann Court                       |
| 10  | Tunisia                   | M       | Rafik Boujedra                    |
| 11  | Franța                    | A       | Robert Maah                       |
| 15  | Franța                    | M       | Thibault Campanini                |
| 16  | Franța                    | P       | Cyril Fogacci                     |
| 17  | Republica Democrată Congo | M       | Rémi Mulumba                      |

| Nr. |                           | Poziție | Jucător                           |
| --- | ------------------------- | ------- | --------------------------------- |
| 18  | Republica Centrafricană   | M       | Amos Youga                        |
| 20  | Franța                    | M       | Louis Poggi (captain)             |
| 21  | Coasta de Fildeș          | A       | Sekou Cissé                       |
| 22  | Franța                    | F       | Jérôme Mombris                    |
| 23  | Comore                    | M       | Youssouf M'Changama               |
| 24  | Republica Democrată Congo | A       | John Tshibumbu                    |
| 25  | Senegal                   | F       | Christophe Diedhiou               |
| 26  | Franța                    | F       | Boris Mahon de Monaghan           |
| 27  | Algeria                   | A       | Saïd Benrahma (on loan from Nice) |
| 29  | Franța                    | F       | François Clerc                    |
| 30  | Martinica                 | P       | Steeve Elana                      |